# Episodi di Sposati... con figli (seconda stagione)
La seconda stagione della serie televisiva Sposati... con figli è stata trasmessa in anteprima negli Stati Uniti d'America dalla Fox tra il 27 settembre 1987 e il 1º maggio 1988.
| nº | Titolo originale                   | Titolo italiano | Prima TV USA      | Prima TV Italia |
| -- | ---------------------------------- | --------------- | ----------------- | --------------- |
| 1  | Poppy's by the Tree (Part 1)       |                 | 27 settembre 1987 |                 |
| 2  | Poppy's by the Tree (Part 2)       |                 | 27 settembre 1987 |                 |
| 3  | If I Were a Rich Man               |                 | 4 ottobre 1987    |                 |
| 4  | Buck Can Do It                     |                 | 11 ottobre 1987   |                 |
| 5  | Girls Just Wanna Have Fun (Part 1) |                 | 18 ottobre 1987   |                 |
| 6  | Girls Just Wanna Have Fun (Part 2) |                 | 18 ottobre 1987   |                 |
| 7  | For Whom the Bell Tolls            |                 | 25 ottobre 1987   |                 |
| 8  | Born to Walk                       |                 | 1º novembre 1987  |                 |
| 9  | Alley of the Dolls                 |                 | 8 novembre 1987   |                 |
| 10 | The Razor's Edge                   |                 | 15 novembre 1987  |                 |
| 11 | How Do You Spell Revenge?          |                 | 22 novembre 1987  |                 |
| 12 | Earth Angel                        |                 | 6 dicembre 1987   |                 |
| 13 | You Better Watch Out               |                 | 20 dicembre 1987  |                 |
| 14 | Guys and Dolls                     |                 | 10 gennaio 1988   |                 |
| 15 | Build a Better Mousetrap           |                 | 24 gennaio 1988   |                 |
| 16 | Master the Possibilities           |                 | 7 febbraio 1988   |                 |
| 17 | Peggy Loves Al - Yeah, Yeah, Yeah  |                 | 14 febbraio 1988  |                 |
| 18 | The Great Escape                   |                 | 21 febbraio 1988  |                 |
| 19 | Im-Po-Dent                         |                 | 28 febbraio 1988  |                 |
| 20 | Just Married... with Children      |                 | 6 marzo 1988      |                 |
| 21 | Father Lode                        |                 | 13 marzo 1988     |                 |
| 22 | All in the Family                  |                 | 1º maggio 1988    |                 |